# 松姓
松姓是中文姓氏之一，在《百家姓》中排第216位。在现代他是极罕见的姓氏。

## 起源
松姓有多种起源：
1. 上古姓氏。虞溥的《会嵇典录》载：“吴时有贞女松杨柳”
2. 赐姓。秦始皇去泰山封禅时，忽遇大雨，幸得一老汉相助，寻得一颗松树避雨。事后，始皇封松树为五大夫，赐老汉为松姓。
3. 以祖先名为姓。赤松子后代有以其名为姓者。

## 郡望
- 东莞郡：汉朝为城阳郡，晋武帝太始元年置东莞郡（今山东沂水、莒县一带）。

## 名人
- 松赟，隋朝官员，以重义而闻名。
- 松冕，明朝官员，以孝嫂而闻名。
- 松慕強牧師
- 松天硕，北方昆曲剧院导演，戏剧导演、演员、编剧。
- 松岩，北京风雷京剧团的团长，松天硕之父。

## 延伸阅读
[在维基数据编辑]
 《百家姓》
 《欽定古今圖書集成·明倫彙編·氏族典·松姓部》，出自陈梦雷《古今圖書集成》